# Poletčići
Poletčići (Politchorum, Poletchis, Polecich), hrvatski plemićki rod koji je imao matične posjede na prostoru Buške županije. Pripadali su članstvu dvanestero plemenitih rodova Kraljevine Hrvatske, a prema predaji zapisanoj u 14. stoljeću u Pacti conventi, njihov predstavnik župan Pribislav od roda Poletčića (Pribislauus de genere Politchorum) bio je jedan od dvanaest predstavnika plemićkih rodova koji su 1102. godine izabrali i priznali ugarskog kralja Kolomana (1095. – 1116.) iz dinastije Arpadovića za kralja Dalmacije i Hrvatske.
Tijekom 14. stoljeća mnogi su se Poletčići naselili u zadarskom zaleđu, neki su zadobili i status zadarskih građana, a drugi su se naselili na prostoru Ninske, Lučke i Kninske županije. Do kraja 15. stoljeća rod Poletčića se raspao na brojne obitelji i hiže (Banići, Brutinići, Dudići, Dulčići, Filčići, Halići, Jadrejići, Marojići, Perojići, Pilicarići, Šabalići, Umčići, Utulići, Vukšići). Navalom Osmanlija na Kraljevinu Hrvatsku našli su se na udaru zemlje Poletčića zbog čega su se povukli iz Bužana, Knina i Luke u Zadar i Nin te na otok Pag pa čak i preko Jadrana na Apeninski poluotok.

## Vanjske poveznice
- Poletčići Hrvatska enciklopedija